# Samsung Galaxy Note Edge
Das Samsung Galaxy Note Edge ist ein im November 2014 erschienenes Phablet aus der Samsung Galaxy-Reihe von Samsung Electronics. Es ist zusammen mit dem Samsung Galaxy Note 4, das erstmals am 4. September 2014 auf der IFA in Berlin vorgestellt wurde, die vierte Generation der „Galaxy Note Serie“ von Samsung. Auch dieses Gerät zeichnet sich durch einen großen Bildschirm und einem Eingabestift (S-Pen), der in jedem Galaxy-Note-Gerät integriert ist, aus. Das Galaxy Note Edge besitzt einen namengebenden, gebogenen Seitenbildschirm auf der rechten Seite des Gerätes.

## Spezifikationen
Das Samsung Galaxy Note Edge ist ähnlich ausgestattet wie das Galaxy Note 4. Im Inneren hat das Telefon einen Qualcomm Snapdragon 805 (Quadcore-Prozessor), welcher mit 2,7 GHz getaktet ist, sowie einen 3 GB großen Arbeitsspeicher. Das 5,6″ große Super Amoled+ Display des Note Edge löst in 2560 × 1440 × 160 Pixeln auf (Quad-HD), die 160 „Zusatzpixel“ beschreiben Biegung des Displays an der rechten Seite. Somit kommt das Note Edge auf eine Pixeldichte von 540 ppi (pixel per inch). Die Hauptkamera, die sich auf der Rückseite befindet, bietet für Fotos eine Auflösung von 16 Megapixeln und eine Videofunktion, die Videos in 4K (Ultra HD), aufzeichnet. Des Weiteren verfügt die Hauptkamera u. a. über eine Zeitlupenfunktion, HDR, Autofokus. Die Frontkamera löst mit 3,7 Megapixeln auf. Hierbei können Selfies mit einem 120°-Panorama-Modus geschossen werden. Das Note Edge unterstützt LTE (je nach Land und Anbieter) bis maximal Kategorie 6 und mit bis zu 300 MBit/s, WLAN der Kategorie 802.11a/b/g/n/ac, NFC, Bluetooth, Infrarotfunktionen, GLONASS und GPS. Der Akku des Note Edge ist ein Li-Ion und verfügt über eine Kapazität von 3000 mAh, 220 mAh weniger als beim Galaxy Note 4.

## Betriebssystem
Als Betriebssystem des Note Edge kommt Android in der Version 4.4 „Kitkat“ zum Einsatz und die Samsung eigene TouchWiz-Benutzeroberfläche. Im Mai 2016 erhielten die ersten Geräte aus dem freien Handel ein Update auf Android 6.0.1 („Marshmallow“).

## Besonderheiten
Das Herausstechende des Galaxy Note Edge ist der Seitenbildschirm, auch Edge-Screen genannt. Er ist eine parallele Benachrichtigungsanzeige für Wetterdaten, Uhrzeit, Datum und verschiedene Nachrichten. Befindet sich das Smartphone im Standby-Zustand, wird ein individuell anpassbarer Text auf dem Seitenbildschirm angezeigt. In den Geräteeinstellungen gibt es einen Unterpunkt für diesen Bereich des Displays, in welchem man Text und Layout ändern kann. Ebenfalls Einstellmöglichkeiten für die Uhranzeige, um diese nur in bestimmten Zeiträumen einzublenden. Ein weiterer Vorteil des Seitenbildschirms besteht darin, dass man ihn als separates Display nutzen kann, um z. B. von einer App in eine andere zu wechseln. In der ersten Version der Kamera-App rutschten der Auslöser, der Wechsel zwischen Front- und Hauptkamera und die Einstellungen auf den schmalen Seitenbildschirm, sodass auf dem Hauptschirm nur noch das Fotomotiv zu sehen war. Dieses Feature wurde allerdings durch ein Softwareupdate wieder entfernt.